# 1930年の航空
< 1930年
1929年の航空 - 1930年の航空 - 1931年の航空

## 航空に関する出来事
- 1930年 - ドイツの飛行船、LZ 127「グラーフ・ツェッペリン」が南大西洋の横断に初成功。
- 1930年 - フランスの女性パイロット、マリーズ・バスティエが37時間55分の女性の滞空時間の記録を樹立した。
- 2月18日 - 牝牛のエルム・ファーム・オーリーが、飛行中に搾乳された。
- 4月1日 - ドイツの航空機メーカー、フィーゼラーが設立される。
- 5月 - ジャン・メルモーズら、ラテコエール28水上機でセネガルのサンルイからブラジルのナタールまで南大西洋横断飛行。
- 5月1日〜2日 - フランスの女性パイロットルナ・バーンスタインが、35時間45分の単独飛行の滞空時間の記録をつくる。
- 5月24日 - イギリスのエミー・ジョンソンが女性として初めてイギリスからオーストラリアの飛行を行った。
- 5月15日 - ボーイング航空会社（現在のユナイテッド航空）でエレン・チャーチが、世界最初のスチュワーデスとなった。

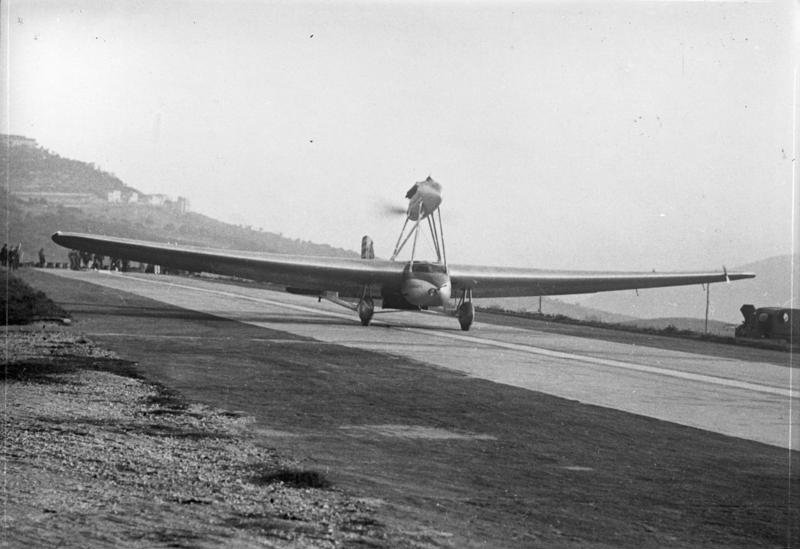
サヴォイアS64bis

- 6月 - イタリアのパイロット、アルトゥーロ・フェラーリンがSIAI-マルケッティS64bisで8188.8kmの周回距離記録を樹立した。
- 6月13日 - フランスのパイロット、アンリ・ギヨメが、郵便機ポテーズ 25で92回目のアンデス山脈横断飛行の途中に、悪天候のためアルゼンチン、マンドーサのラグナ・デル・ディアマンテに墜落したが、１週間かけて3つの山を越えて歩いて帰還した。
- 9月1日 - デュドネ・コストがモーリス・ベロントと、パリ - ニューヨーク大西洋逆横断に成功した。ブレゲー19改『ポワン・タンテロガシオン（疑問符）号』でパリのル・ブルジェ飛行場からニューヨークのカーチス飛行場までを37時間18分で飛行した。
- 10月5日 - イギリスの飛行船、R101がフランスで墜落炎上し、48人の犠牲者を出した。

## 1930年に初飛行した機体の画像

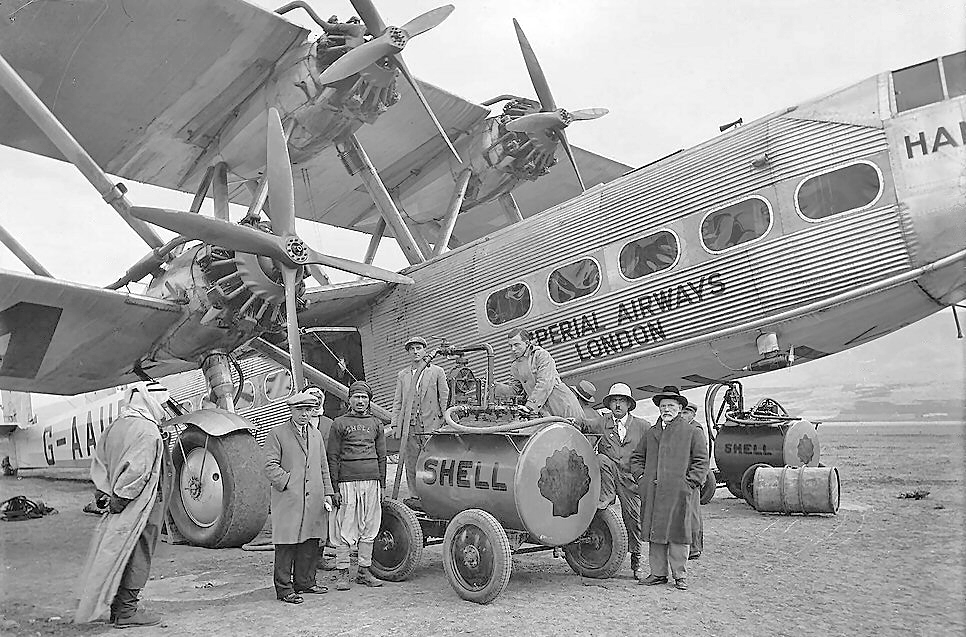
ハンドレページ H.P.42 （11月14日）
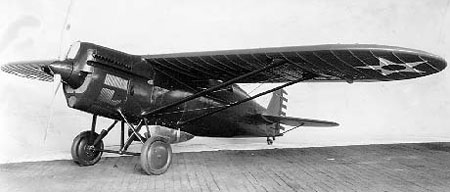
ボーイング XP-9 （11月18日）
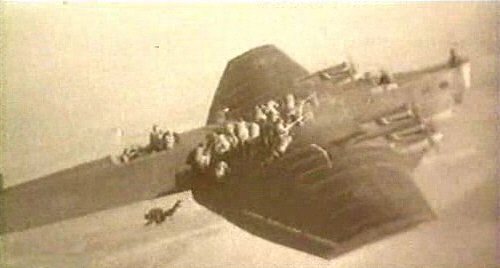
ツポレフ TB-3(ANT-6) （12月22日）

## 航空に関する賞の受賞者
- フランス飛行クラブ大賞（Grande Médaille de l'Aéro-Club de France ）：ジャン・メルモーズ、モーリス・ベロント

- ハーモン・トロフィー：デュドネ・コストエミー・ジョンソンフーゴー・エッケナー、ウォード・ヴァン・オーマン
  - ナショナル・トロフィー：フランク・ホークス、カルロス・デ・ハヤ・ゴンザレス
- FAI・ゴールド・エア・メダル：イタロ・バルボ